# 933 Susi
933 Susi је астероид главног астероидног појаса. Приближан пречник астероида је 21,82 , 
а средња удаљеност астероида од Сунца износи 2,367 астрономских јединица (АЈ). 
Инклинација (нагиб) орбите у односу на раван еклиптике је 5,537 степени, а орбитални период износи 1330,873 дана (3,643 године). Ексцентрицитет орбите астероида износи 0,165. 
Апсолутна магнитуда астероида износи 11,80 а геометријски албедо 0,070.
Астероид је откривен 10. фебруара 1927. године.